# Gnathia halei
Gnathia halei är en kräftdjursart som beskrevs av Philippe Cals 1973. Gnathia halei ingår i släktet Gnathia och familjen Gnathiidae. Inga underarter finns listade i Catalogue of Life.